# Tour de télévision de Canton
La tour de télévision de Canton (chinois simplifié : 广州电视塔 ; pinyin : Guǎngzhōu diànshì tǎ) est une tour d'acier avec une hauteur de 250 mètres mise en service en janvier 1991.
Elle est située près de la Tour de télévision du Guangdong, mesurant 200 mètres, mais situé sur le mont Yuexiu (越秀山), lui permettant donc de culminer à 250 mètres, finie de construire en 1965, situé dans le parc Yuexiu (越秀园), de l'autre côté de la route Huanshi Est.
Une nouvelle tour, haute de 600 mètres, appelée Tour de télévision et de tourisme de Canton, permet depuis 2010 d'émettre à plus grande distance.